# República Democrática de Somalia
La República Democrática Somalí (en Somalí; Jamhuuriyadda Dimuqraadiya Soomaaliyeed, Árabe; الجمهورية الديمقراطية الصومالية, al-Jumhūrīyah ad-Dīmuqrāṭīyah aṣ-Ṣūmālīyah) fue un estado socialista liderado por Mohamed Siad Barre, que gobernó Somalia tras un golpe de Estado en 1969. El golpe de Estado tuvo lugar pocos días después del asesinato de Abdirashid Ali Shermarke, el segundo presidente de la Somalia independiente, por parte de uno de sus guardaespaldas.

## Historia
Junto a Siad Barre, el Consejo Supremo de la Revolución (CSR) asumió el poder tras el asesinato del presidente Sharmarke, liderado por el  General Salaad Gabeyre Kediye y el jefe de Policía Jama Korshel. Por consiguiente, el CSR disolvió el parlamento y la Corte Suprema, suspendiendo asimismo la Constitución.
El ejército revolucionario estableció programas a largo plazo para fomentar el empleo. También desempeñó con éxito una campaña urbana y rural por la alfabetización, que ayudó a incrementar en gran medida la tasa de alfabetización somalí. En adición al programa de nacionalización de tierras e industrias, la política exterior del nuevo régimen hizo énfasis en la recuperación de los valores religiosos tradicionales de Somalia y sus relaciones con el mundo árabe, ingresando en la Liga Árabe en 1974. Ese mismo año, Siad Barre ejerció también como secretario general de la Organización para la Unidad Africana (OUA), organismo predecesor de la Unión Africana (UA).
En julio de 1976, el CSR se disolvió y se colocó en su lugar el Partido Socialista Revolucionario Somalí (PSRS), un gobierno unipartidista basado en el socialismo científico y los principios del Islam. El PSRS fue un intento de reconciliar a la ideología oficial del Estado con la religión mayoritaria del pueblo somalí, adaptando los preceptos marxistas-leninistas a las circunstancias locales. El énfasis principal fue puesto en los principios islámicos de progreso social, igualdad y justicia, que el gobierno sostuvo junto al socialismo científico y su autogestión, la participación pública y el poder popular, así como la propiedad directa de los medios de producción. Mientras el PSRS animó a la propiedad privada en escalas limitadas, el Gobierno somalí fue esencialmente socialista.

### Guerra con Etiopía y distanciamiento de la URSS
En julio de 1977, la Guerra de Ogaden rompió las ambiciones de Siad Barre de incorporar al territorio somalí la región etíope de mayoría somalí, dentro de una irredentista Gran Somalia. En la primera semana del conflicto, las Fuerzas Armadas somalíes ocuparon el Ogaden central y meridional y durante casi toda la guerra, el Ejército somalí puntualizó continuas victorias frente al Ejército etíope y consiguió avanzar hasta la provincia de Sidamo. Para septiembre, Somalia controlaba el 90% del Ogaden y capturó ciudades estratégicas como Jijiga y llevó a cabo un asedio sobre Dire Dawa, interrumpiendo el servicio de trenes desde la ciudad más alejada del territorio hasta el pequeño país de Djibuti. Tras el asedio de Harar, una intervención soviética sin precedentes, consistente en 20.000 soldados procedentes de Cuba y cientos de miles de expertos soviéticos acudieron en ayuda del régimen comunista del Derg en Etiopía. Para 1978, las tropas somalíes fueron finalmente retiradas de la Ogadenia. Este cambio de rumbo de la URSS motivó al gobierno de Siad Barre a buscar apoyo internacional donde fuera. Lo encontró en el archienemigo de la URSS en la Guerra Fría, los Estados Unidos de América, que apoyaron al gobierno de Somalia durante un tiempo. Con todo, la amistad inicial somalí con la Unión Soviética y la posterior relación con Estados Unidos permitieron a Somalia contar con el ejército más grande de África.

### Nueva Constitución y desestabilización del país
Una nueva Constitución fue promulgada en 1979. Sin embargo, el politburó del Partido Socialista Revolucionario Somalí continuó gobernando. En octubre de 1980, el PSRS fue disuelto, y el Consejo Supremo de la Revolución (CSR) fue repuesto en su lugar. En aquel tiempo, la autoridad moral de Siad Barre se vio colapsada. Muchos somalíes se mostraron desilusionados ante su vida bajo una dictadura militar. El régimen se fue deteriorando conforme entraban los años de la década de 1980, la Guerra Fría y la importancia estratégica de Somalia disminuía. El gobierno incrementó las medidas totalitarias (Genocidio de los Isaaq), y los movimientos de resistencia, apoyados por Etiopía, surgieron por todo el país, produciéndose en 1986 la Revolución somalí que desencadenó la guerra Civil. En todo este caos político y social, aparecieron milicias como el Frente Democrático de Salvación (FDS), el Congreso Unido Somalí (CUS), el Movimiento Nacional Somalí (MNS) y el Movimiento Patriótico Somalí (MPS), junto a la oposición no violenta del Movimiento Democrático Somalí (MDS), la Alianza Democrática Somalí (ADS) y el Grupo del Manifiesto Somalí (GMS).

## Salud
Bajo el gobierno comunista, el personal médico en Somalia había aumentado bastante. Se hicieron masivas campañas financiadas por el estado en donde se eliminó enfermedades como la viruela y para 1992 solo el 1% de la población somalí tenía VIH. Las condiciones ambientales, económicas y sociales propiciaron una alta incidencia de tuberculosis entre los machos jóvenes que pastoreaban camellos en condiciones severas y transmitían la enfermedad en sus vagabundeos nómadas. Los esfuerzos para hacer frente a la tuberculosis tuvieron cierto éxito en los centros urbanos, pero las medidas de control fueron difíciles de aplicar a la población nómada y seminómada.
De 1973 a 1978 hubo un aumento sustancial en el número de médicos, y una proporción mucho mayor de ellos eran somalíes. De 198 médicos en 1978, un total de 118 eran somalíes, mientras que sólo 37 de 96 habían sido somalíes en 1973. En la década de 1970 se hizo un esfuerzo por aumentar el número de personal sanitario adicional y fomentar la construcción de establecimientos de salud. Con ese fin, se abrieron dos escuelas de enfermería y se instituyeron varios otros programas educativos relacionados con la salud. De igual importancia fue la distribución del personal y las instalaciones médicas en todo el país. A principios de la década de 1970, la mayor parte del personal y las instalaciones se concentraron en Mogadiscio y en algunas otras ciudades. La situación había mejorado algo a fines de la década de 1970, pero la distribución de la atención médica seguía siendo insatisfactoria.

## Educación
A principios de la década de 1970 de varias metas que reflejaban la filosofía del régimen revolucionario. Entre estos objetivos estaban la expansión del sistema escolar para dar cabida a la población estudiantil más grande posible; introducción de cursos adaptados a las necesidades sociales y económicas del país; expansión de la educación técnica; y provisión de educación superior dentro de Somalia para que la mayoría de los estudiantes que realizaron estudios avanzados adquirieran sus conocimientos en un contexto somalí. El gobierno también anunció su intención de eliminar el analfabetismo. A principios de la década de 1980 se había logrado un progreso hacia estos objetivos.
Además, varios programas estaban dirigidos a adultos. El gobierno había reclamado un 60% de alfabetización después de la campaña de alfabetización masiva de mediados de la década de 1970, pero a principios de 1977 había signos de recaída, particularmente entre los nómadas. Luego, el gobierno estableció el Centro Nacional de Educación de Adultos para coordinar el trabajo de varios ministerios y muchos trabajadores voluntarios y de medio tiempo remunerados en un extenso programa de alfabetización, principalmente en áreas rurales para personas de dieciséis a cuarenta y cinco años de edad. A pesar de estos esfuerzos, la estimación de la ONU de alfabetización somalí en 1990 fue sólo del 24 por ciento.
En el caos social que siguió a la caída de Siad Barre tras la Guerra Civil Somalí a principios de 1991, las escuelas dejaron de existir a todos los efectos prácticos y hubo una caída en la educación.[cita requerida]En 1990, sin embargo, el sistema contaba con cuatro niveles básicos: preprimaria, primaria, secundaria y superior. El gobierno controlaba todas las escuelas, las escuelas privadas fueron nacionalizadas en 1972 y la educación coránica se convirtió en parte integral de la escolarización a fines de la década de 1970.
Además de la capacitación en lectura, escritura y aritmética, el plan de estudios de primaria ofrecía cursos de estudios sociales utilizando nuevos libros de texto que se centraban en cuestiones somalíes. El idioma árabe debía enseñarse como segundo idioma a partir de la escuela primaria, pero era dudoso que hubiera suficientes somalíes calificados capaces de enseñarlo más allá del nivel rudimentario. Otro objetivo, anunciado a mediados de la década de 1970, era brindar a los estudiantes conocimientos modernos sobre agricultura y ganadería. Los graduados de la escuela primaria, sin embargo, carecían de los conocimientos suficientes para ganarse la vida en un oficio especializado.
La principal institución de educación superior fue la Universidad Nacional Somalí en Mogadiscio, fundada en 1970. Las nueve primeras facultades fueron agricultura, economía, educación, ingeniería, geología, derecho, medicina, ciencias y veterinaria. A fines de la década de 1970 se agregaron la facultad de idiomas y una combinación de periodismo y estudios islámicos. La Facultad de Educación, que preparaba maestros de secundaria en un programa de dos años, era parte de la universidad. Aproximadamente 700 estudiantes fueron admitidos en la universidad cada año a fines de la década de 1970; aproximadamente el 15 por ciento de ellos completó el curso secundario general y el curso técnico de cuatro años. A pesar de una alta tasa de deserción, las autoridades proyectaron una admisión eventual de aproximadamente el 25 por ciento de los graduados de la escuela secundaria general y técnica.
El número de alumnos matriculados en el nivel primario aumentó cada año, a partir de 1969-70, pero particularmente después de 1975-76. En teoría, la educación primaria comenzaba a los seis años, pero muchos niños comenzaban más tarde. Muchas, especialmente las niñas, no asistían a la escuela y algunas la abandonaban, por lo general después de completar cuatro años.